# Kumba musorstom
Kumba musorstom és una espècie de peix de la família dels macrúrids i de l'ordre dels gadiformes.

## Hàbitat
És un peix d'aigües profundes que viu entre 1098-1480 m de fondària.

## Distribució geogràfica
Es troba al sud-oest del Pacífic.